# Hodimont
Hodimont is een stadsdeel binnen de stad Verviers in de Belgische provincie Luik. Hodimont was tot 1930 een zelfstandige gemeente. Met een oppervlakte van 0,18 km² was het tot dat moment de kleinste gemeente in oppervlakte van België. Hodimont ligt op de rechteroever van de Vesder.

## Geschiedenis
Hodimont was een kleine stad, gelegen aan de samenvloeiing van de Vesder en de Ruisseau de Dison. Het stadje behoorde tot het Hertogdom Limburg en kende mildere belastingmaatregelen dan de tot het Prinsbisdom Luik behorende stad Verviers, waar de economie van profiteerde. Er ontstonden in de 18e eeuw tal van  familiebedrijfjes die lakense stoffen en weefsels vervaardigden. Deze bevonden zich gewoonlijk achter de weelderige fabrikantenvilla's. Het Maison Pierre de Bonvoisin is daar nog een voorbeeld van.
Tot de opheffing van het hertogdom Limburg hoorde Hodimont tot de Limburgse hoogbank Herve. Net als de rest van het hertogdom werd Hodimont bij de annexatie van de Zuidelijke Nederlanden door de Franse Republiek in 1795 opgenomen in het toen gevormde departement Ourthe.
In 1783 werd Hodimont afgesplitst van Petit-Rechain om in 1789 een zelfstandige gemeente te worden. Deze gemeente werd in 1930 opgenomen in de gemeente Verviers.

## Demografische ontwikkeling
- Bronnen:NIS, Opm:1831 tot en met 1970=volkstellingen

## Kerken
- Protestantse kerk
- Sint-Jan-de-Doperkerk

## Musea
- Maison de l'Eau
- Documentatiecentrum van de wolindustrie
- Usine Bettonville

## Natuur en landschap
Hodimont ligt op de rechteroever van de Vesder. Naar het noorden toe stijgt het land naar het Plateau van Herve. Hodimont maakt deel uit van de agglomeratie van Verviers.

## Geboren in Hodimont
- Léonard (Collet) de Hodémont (omstreeks 1575) componist, dirigent en organist

## Nabijgelegen kernen
Ottomont, Dison, Lambermont, Verviers
Deelgemeenten: Ensival · Heusy · Lambermont · Petit-Rechain · Stembert

Overige plaatsen: Au-Bois · Beau-Vallon · Francomont · Halleur · Hodimont · Mangombroux · Tribomont (deels)

Belgische gemeenten · arrondissement Verviers · provincie Luik · Wallonië